# Maia Mitchell
Maia Mitchell (Lismore, 18 agosto 1993) è un'attrice australiana.

## Biografia
Maia Mitchell è nata a Lismore, nel Nuovo Galles del Sud. Suo padre, Alex, è un tassista mentre sua madre, Jill, lavora come professoressa. La Mitchell ha un fratello minore, Charlie. Suona la chitarra, ha imparato a suonare in giovane età. Ha frequentato il Trinity Catholic College, a Lismore.

### Carriera
La Mitchell ha iniziato a recitare in recite scolastiche e in produzioni teatrali locali. È stata scoperta da un'agenzia di talenti e ha ottenuto la sua grande occasione all'età di 12 anni; quando è stata scritturata come Brittany Flune, nella serie televisiva per bambini australiana Perché a me?. Quest'ultima si è conclusa dopo due stagioni per un totale di 26 episodi, che sono durati dal 30 giugno 2006 all'11 aprile 2007. Grazie al suo successo ha anche recitato nella serie televisiva australiana Trapped e nella sua serie sequel Castaway, come il personaggio Natasha Hamilton. Era anche nella serie TV K-9, uno spin-off della famosa serie TV britannica Doctor Who che si concentra sul cane robot K-9.
Il suo primo ruolo televisivo negli Stati Uniti è stato nella serie televisiva di Disney Channel Jessie. Ha fatto il suo debutto cinematografico interpretando il personaggio principale McKenzie nel film Disney Channel Teen Beach Movie e riprendendo il suo ruolo in Teen Beach 2.
Dal 2013 al 2018 ha recitato nella famiglia ABC in seguito nella serie drammatica The Fosters nei panni di Callie Jacob, che in seguito avrebbe cambiato nome in Callie Adams Foster. Durante la quinta e ultima stagione dello show, è stato annunciato che la Mitchell e Cierra Ramirez avrebbero avuto una parte nella serie Good Trouble, come riportato nel giugno 2018.
Nel 2019 interpreta Phoebe nel film targato Netflix The Last Summer, al fianco dell'attore di Riverdale, KJ Apa.
Nel 2022 recita in No Way Out di Azi Rahman. 

### Vita privata
Dal 2015 all'aprile del 2022 ha avuto una relazione con Rudy Mancuso .

## Filmografia

### Attrice

#### Cinema
- After the Dark, regia di John Huddles (2013)
- Hot Summer Nights, regia di Elijah Bynum (2017)
- Never Goin' Back, regia di Augustine Frizzell (2018)
- The Last Summer, regia di William Bindley (2019)
- No Way Out, regia di Azi Rahman (2022)
- Una torta per l'uomo giusto (Sitting in Bars with Cake), regia di Trish Sie (2023)
- Until Dawn - Fino all'alba (Until Dawn), regia di David F. Sandberg (2025)

#### Televisione
- Perché a me? (Mortified) – serie TV, 39 episodi (2006-2007)
- Trapped – serie TV, 26 episodi (2008-2009)
- K-9 – serie TV, episodio 1x20 (2008)
- Castaway – serie TV, 26 episodi (2011)
- The Fosters – serie TV, 104 episodi (2013-2018)
- Jessie – serie TV, episodi 2x10-3x26-3x27 (2013-2014)
- Teen Beach Movie, regia di Jeffrey Hornaday – film TV (2013)
- Teen Beach 2, regia di Jeffrey Hornaday – film TV (2015)
- Good Trouble – serie TV, 60 episodi (2019-2024)
- The Artful Dodger, regia di Jeffrey Walker, Corrie Chen e Gracie Otto – miniserie TV (2023)

### Doppiatrice
- Phineas e Ferb (Phineas and Ferb) – serie animata, episodio 4x11 (2013)
- Jake e i pirati dell'Isola che non c'è (Jake and the Never Land Pirates) – serie animata, episodi 3x21-4x19 (2014-2015)
- The Lion Guard – serie animata, 7 episodi (2016-2019)

## Doppiatrici italiane
Nelle versioni in italiano delle opere in cui ha recitato, Maia Mitchell è stata doppiata da:
- Rossa Caputo in The Fosters, Good Trouble
- Lucrezia Marricchi in Teen Beach Movie, Teen Beach 2
- Perla Liberatori in Perché a me?
- Benedetta Gravina in The Last Summer